# Fimbulvinter
Fimbulvintern (av fornnordiska: fimbulvetr, ”jättevintern, storvintern”) var i nordisk mytologi ett tecken på att Ragnarök obevekligen var i antågande. Begreppet förekommer i den Poetiska Eddans tredje dikt, Vafþrúðnismál, eller Sången om Vavtrudner. Fimbulvintern sades vara en vinter som varade i tre år utan någon sommar, och förebådade alltså Ragnarök, världens undergång. 

## Möjlig historisk bakgrund
Senare teorier har hävdat att myten kan ha historisk bakgrund. Arkeologen Bo Gräslund har argumenterat för att Fimbulvintern speglar folkliga minnen av svåra förhållanden under klimatavvikelsen 535–536 med en rad somrar med dåligt väder som följde efter två förmodade vulkanutbrott år 536 och 540 e.Kr. Detta antyds av en rad historiska och naturvetenskapliga källor. En hundraårig global köldperiod inleddes efter denna avvikelse, då Norrland helt verkar ha förlorat permanent bebyggelse. I norra Sverige beräknas medeltemperaturen under somrarna ha sjunkit dramatiskt — med en och en halv till två och en halv grad Celsius. I Mellannorrland fanns dessförinnan flera gårdar med elitbetonad prägel baserat på järn- och skinnhandel med Uppland, men de förlorade denna karaktär under vendeltiden, det vill säga från 550-talet och fram till vikingatid, och de samhälleliga strukturerna i hela Mellannorrland kollapsade från 600-talet.

## Övrigt
Rutger Sernander (1866–1944) använde också denna benämning för att beskriva en hastig klimatförsämring i Norden som anses ha ägt rum i samband med övergången från bronsålder till järnålder ca 500 f Kr.